# Flüchtlingslager in Dänemark 1944–1949

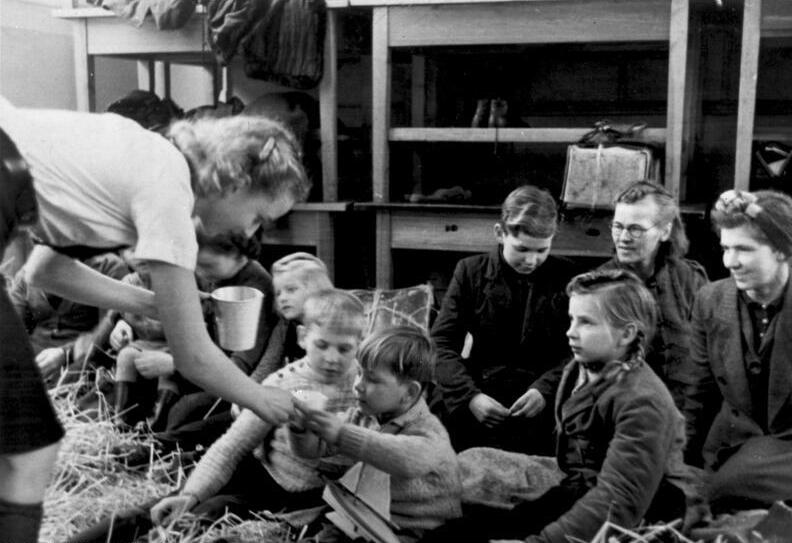
Deutsche Flüchtlinge in Dänemark. Flüchtlinge aus den deutschen Ostgebieten werden am 12. Februar 1945 in einer vorläufigen Sammelstelle in Apenrade/Dänemark versorgt. In einigen Stunden werden diese Frauen und Kinder in vorbereitete Privatquartiere in Nordschleswig gebracht.

Flüchtlingslager in Dänemark 1944–1949 wurden von der Wehrmacht und nach der Befreiung des Landes durch die dänischen Verwaltung errichtet. Die ersten Flüchtlinge aus Deutschland kamen Ende 1944 in Dänemark an, die überwiegende Mehrheit jedoch Anfang 1945. Nach dem Vorrücken der Roten Armee leitete Deutschland eine Evakuierungsoperation ein, die zum Teil darauf abzielte, deutsche Soldaten und Zivilisten in Sicherheit zu bringen und teilweise Nazi-Konzentrationslager in Polen zu leeren, bevor die Alliierten eintrafen.

## Deutsche Flüchtlinge in etablierten Flüchtlingslagern
Die deutschen Flüchtlinge machten 1945 rd. 5 % der Bevölkerung in Dänemark aus. Die Evakuierung umfasste hauptsächlich Frauen, alte Menschen und Kinder. Zunächst wurden die Flüchtlinge in Schulen und öffentlichen Gebäuden untergebracht. In der dänischen Bevölkerung wurde dies als „zweite Besatzung“ empfunden. Am 15. Februar 1949 kehrten die letzten deutschen Flüchtlinge nach Deutschland zurück. 1950 gab die Flüchtlingsverwaltung eine Erklärung ab. In diesem Bericht war zu lesen, dass die direkten Kosten für die Aufnahme deutscher Flüchtlinge in Dänemark 428 Mio. DKK betrugen.
Nach der Offensive der Sowjetarmee im Januar 1945 wurden über zwei Millionen Soldaten und Flüchtlinge aus den deutschen Hafenstädten über die Ostsee in Sicherheit gebracht, von denen viele in Dänemark landeten. Alle Schiffstypen wurden verwendet, z. B. Kriegsschiffe, Truppentransporte, Frachter, Fischerboote, Schlepper und Tanker. Die Fahrt über das Meer war nicht ungefährlich. Ein sowjetisches U-Boot versenkte unter anderem das große Passagierschiff Wilhelm Gustloff, das voller Flüchtlinge war. Niemand weiß genau, wie viele Flüchtlinge das Schiff beförderte, aber es ist bekannt, dass ungefähr 1200 gerettet wurden. Die Wilhelm Gustloff sank in weniger als 50 Minuten.
Bis zur Befreiung waren die deutschen Sicherheitskräfte für die deutschen Flüchtlinge verantwortlich, die an deutsche Militäreinrichtungen, Hotels, Schulen, Wohnheime und überall dorthin verteilt wurden, wo es Platz gab. Ein großer Teil wurde auch privat untergebracht. Pflege und medizinische Versorgung oblagen der Wehrmacht. Die dänische Ärztekammer weigerte sich bei der Behandlung der deutschen Flüchtlinge zu helfen. Dies war auch die Haltung der Widerstandsbewegung. Der Grund war unter anderem, dass die dänische medizinische Hilfe für die deutschen Flüchtlinge deutsche Ärzte in den Streitkräften entlasten und damit die deutsche Kriegsführung unterstützen würde.
Die eigentlichen Flüchtlingslager wurden nach der Befreiung von den dänischen Behörden eingerichtet. Die größten Lager waren das Flüchtlingslager in Oksbøl (eröffnet im Februar 1945) und das Flüchtlingslager in Kløvermarken (eröffnet im November 1945). Einige der größten dänischen Flüchtlingslager waren so groß, dass sie mehr Einwohner hatten als viele der dänischen Städte. Einige hatten 20.000 bis 30.000 Einwohner.
Einige der Lager waren:
- Flüchtlingslager Dragsbæk

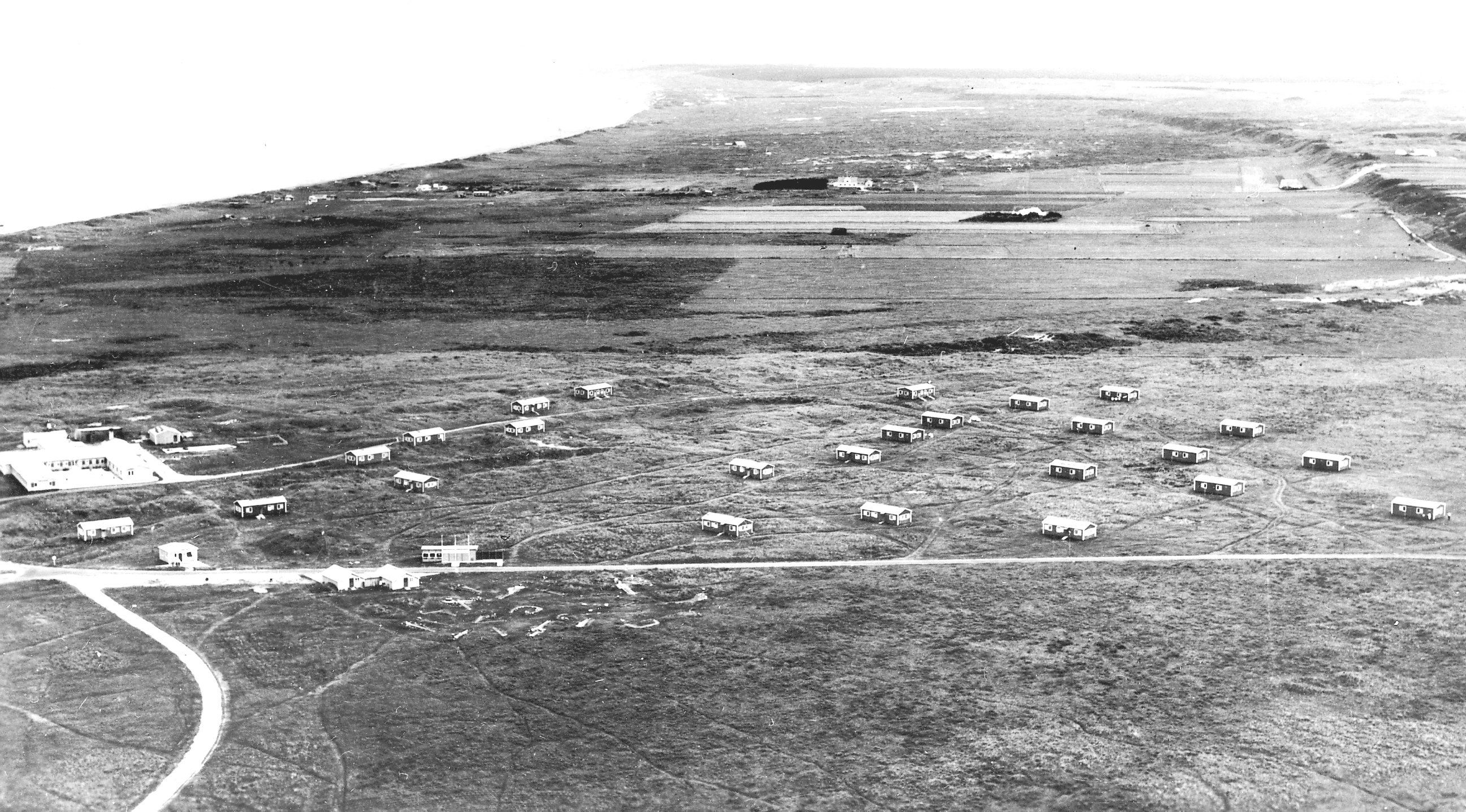
Skallerup, ein Flüchtlingslager in Dänemark, von Süden nach Norden. Das Jahr ist ca. 1946. Das frühe Stadium des Skallerup Holiday Centers im Vordergrund

- Flüchtlingslager Gedhus, heute Teil der Flugstation Karup
- Flüchtlingslager Grove, jetzt Teil der Flugstation Karup
- Flüchtlingslager Rye (Flugplatz)
- Flüchtlingslager Kløvermarken
- Flüchtlingslager Oksbøl
- Flüchtlingslager Skallerup Klit
- Kastrup Fort
- Melbylejren

Die Lager waren von Stacheldraht umgeben und es war den Dänen strengstens untersagt, sich mit den Flüchtlingen zusammenzutun, denen im Voraus mitgeteilt worden war, dass ihnen kein ständiger Aufenthalt in Dänemark gewährt werden würde.
Zwischen dem 11. Februar und dem 5. Mai 1945 wurden ungefähr 238.000 Deutsche, hauptsächlich aus Ostpreußen, Pommern und den baltischen Ländern, über die Ostsee ins besetzte Dänemark evakuiert. Hinzu kamen 23.000 sogenannte alliierte Flüchtlinge aus rund 30 Ländern, die als „Ex-Feind-Staatsangehörige“ galten, obwohl viele während des Krieges auf deutscher Seite gekämpft hatten. Ihre Registrierung, Unterkunft, Verpflegung etc. wurde vom dänischen Roten Kreuz vorgenommen.

## Die Internierung der deutschen Flüchtlinge nach der Befreiung
Nach der Befreiung Dänemarks am 5. Mai 1945 kündigte das Alliierte Oberkommando an, dass die 238.000 deutschen Flüchtlinge aufgrund des Chaos in Deutschland vorerst in Dänemark bleiben würden.
Die Bedingungen für die deutschen Flüchtlinge waren nach der Befreiung schlecht und die dänischen Behörden hatten erst Mitte Mai einen Überblick über die Anzahl der Flüchtlinge, die Anzahl der Übernachtungsplätze oder die Gesundheit der Flüchtlinge. Die deutschen Flüchtlinge waren auf eine Vielzahl von Orten verteilt. Nach und nach versammelten die dänischen Behörden die deutschen Flüchtlinge in Kasernenlagern, teilweise in neuen Lagern und teilweise in Militärkasernen, Luftwaffenstützpunkten usw., in denen zuvor deutsche Soldaten untergebracht waren. Alle diese Arbeiten wurden von der Flüchtlingsverwaltung überwacht, die die tägliche Verwaltung, Logistik usw. über die staatliche Zivilluftfahrtverwaltung durchführte. Die praktischen Arbeiten wurden von acht Ingenieurteams des im Herbst 1945 eingerichteten Arbeitsamtes des Ministeriums für Arbeit und Soziales in Zusammenarbeit mit der staatlichen Zivilluftfahrtverwaltung durchgeführt, um die Lage der deutschen Flüchtlinge zu regeln.
Auf der Grundlage des Gesetzes Nr. 21 vom 4. Februar 1871 § 7 wurde unter strafrechtlicher Verantwortung der Kontakt und die Verbindung mit den internierten deutschen Flüchtlingen verboten. Darüber hinaus wurde, gestützt auf § 14 des Einwanderungsgesetzes, den Flüchtlingen „ein ständiger Aufenthalt in Dänemark verweigert“. Am 24. Juli 1945 bewachten ca. 10.000 Dänen die Lager.
Im Oktober 1945 waren die Flüchtlinge an 465 Orten versammelt, die 1946 auf rd. 100 Einrichtungen zurückgingen. Am 15. August 1946 betrug die Zahl der deutschen Flüchtlinge 196.518. Nach deren Zurückführung wurde der Bedarf an vielen Lagern geringer und am 15. Oktober 1947 gab es nur noch 10 Lager in Dänemark.

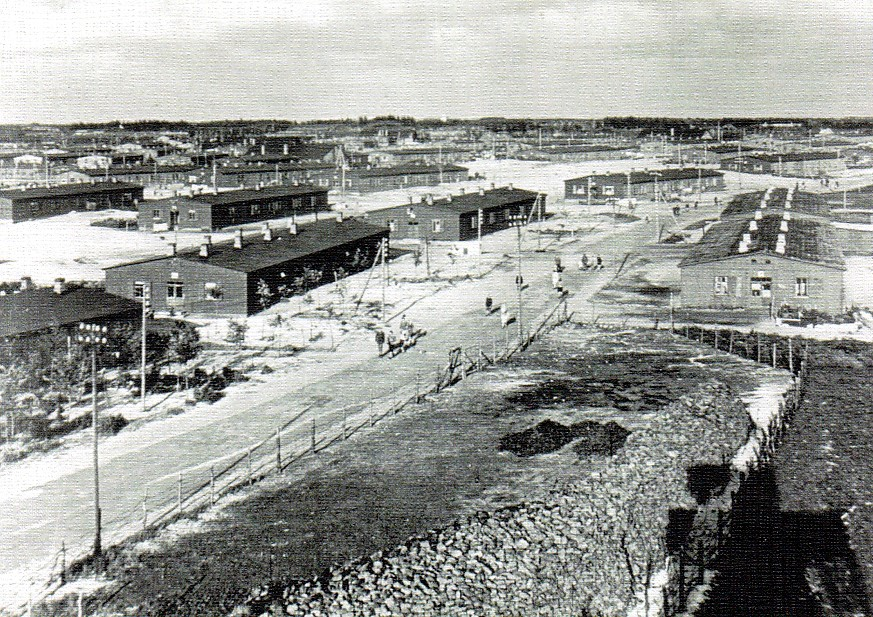
Flüchtlingslager Oksbøl

In allen Lagern gab es eine dänische Lagerleitung. Die interne "Führung" des Lagers wurde jedoch weitgehend von den Deutschen selbst übernommen. In den Lagern wurde ein deutscher "Bürgermeister" gewählt und in allen Baracken ein Barackenvorsitzender. Dies geschah, um die Deutschen an eine demokratische Denkweise zu gewöhnen. Alle Lager hatten auch ein Lagerbüro, das die gesamte Verwaltung rund um die Lager unterstützte, einschließlich des großen Suchdienstes, bei dem die Flüchtlinge die Möglichkeit hatten, Verwandte im In- und Ausland zu suchen. Die Lager waren kleine Gemeinschaften mit Kindergärten, Schulen, Kirchen, Werkstätten, Altersheimen und – von Natur aus – einer riesigen Logistik für Pflege, medizinische Versorgung (deutsche Ärzte und Krankenschwestern) usw. Die Aktivitäten in den Lagern wurden ebenfalls erweitert. Die dänischen Behörden waren sich voll und ganz bewusst, dass Leerlauf schlecht ist. Sie förderten deshalb Aktivitäten in den Lagern. Alle Lager verfügten über eine eigene deutsche "Lagerpolizei" und ein eigenes Gericht, das sich um geringfügiges Fehlverhalten kümmerte.
In relativ kurzer Zeit wurden dänische Kontrollstellen eingerichtet und Inspektionen der Lager durchgeführt. Die medizinischen Bedingungen, die gesundheitliche Situation, die Betreuungssituation usw. Zweifellos haben diese Inspektionen dazu beigetragen, die Bedingungen für die Flüchtlinge zu verbessern. Anfangs war das Essen nicht das beste (aber besser als in Deutschland), aber die Verpflegung verbesserte sich allmählich. Es gab spezielle Rationen für Kleinkinder, Kranke, Fleißige usw.
Der Aufenthalt in den Lagern war jedoch unfreiwillig, da die Flüchtlinge erst nach der Einwilligung der Alliierten nach Deutschland zurückkehren konnten. Viele (wahrscheinlich fast alle) hatten während des Krieges geliebte Menschen verloren oder kannten ihr Schicksal nicht. Sie hatten ihre Heimat verlassen und die Flucht selbst war ebenfalls chaotisch gewesen. Vor allem die Unsicherheit, wann sie nach Deutschland zurückkehren könnten – und wo in Deutschland.

## Krankheiten und Todesfälle
Anfänglich erhielten die Flüchtlinge keine Hilfe von dänischen Ärzten oder Zugang zu dänischen Krankenhäusern. Wie bereits erwähnt, weigerte sich die dänische Ärztekammer, während der Besetzung selbst zu helfen, natürlich auch unter dem Einfluss der allgemeinen Haltung gegenüber den Deutschen. Später wurde dies jedoch erheblich gemildert und die Flüchtlinge konnten auch in dänischen Krankenhäusern behandelt werden, wenn die deutschen Einrichtungen dies nicht selbst erledigten. Aufgrund des Mangels an medizinischer Hilfe gab es anfangs eine hohe Sterblichkeitsrate unter den Flüchtlingen, hauptsächlich unter Frauen, Kindern und alten Menschen. Ungefähr 7000 Kinder starben. Insgesamt starben über 13.000 Flüchtlinge an den Folgen mangelnder medizinischer Grundversorgung, geringer Verpflegung und miserabler Lebensbedingungen. Die überwiegende Mehrheit vor und kurz nach der Befreiung. Die Flüchtlinge standen unter dänischer ärztlicher Aufsicht und hatten später im Kurs Zugang zu Krankenhausaufenthalten in den dänischen Krankenhäusern.

## Umgekommene Flüchtlinge in Dänemark 1945–1949
Von 1945 bis 1949 starben 17.209 deutsche Flüchtlinge in den dänischen Flüchtlingslagern. Sie wurden ursprünglich auf 475 Friedhöfen verteilt. Nach dem deutsch-dänischen Kriegsgräberabkommen vom 3. Oktober 1962 wurden die Toten vom Volksbund der Deutschen Kriegsgräberfürsorge in 34 Grabstätten umgebettet. Die Gräber werden vom Volksbund in Zusammenarbeit mit den jeweiligen staatlichen Institutionen betreut.
Auf dem Vestre-Friedhof in Kopenhagen sind beispielsweise 5444 Flüchtlinge begraben, in Aalborg 1096, in Aarhus 586, in Esbjerg 1154, in Frederikshavn 1224 und in Gedhus 1185 Flüchtlinge.

## Repatriierung
Die meisten deutschen Flüchtlingslager in Dänemark wurden 1947 geschlossen und die letzten Flüchtlinge verließen Dänemark am 15. Februar 1949. Die deutschen Flüchtlinge konnten nicht in ihre Heimat zurück, die nun sowjetisch oder polnisch verwaltet war. Auch ins alliiert besetzte Deutschland konnten sie erst, als die Besatzungsmächte ihre Einwilligung gaben. In Deutschland herrschte nach dem Krieg ein großes Durcheinander, viele hungerten und die großen Städte waren in Folge des Krieges zerbombt. Infolgedessen glaubten die Besatzer, dass Dänemark sich gut um die Flüchtlinge kümmern könnte, bis sich die Bedingungen im verbliebenen Deutschland verbessert hätten. Nur noch ca. 15 % kehrten in ihre Häuser zurück – viele waren vor der Roten Armee geflohen und konnten nicht in Gebiete zurückkehren, die unter sowjetischem und polnischer Verwaltung standen und wollten oft nicht zurück in bei Deutschland verbliebene Gebiete unter kommunistischem Einfluss. Die meisten mussten sich in den übrigen Teilen Deutschlands niederlassen. Die Rückreise erfolgte mit der dänischen Bahn und dänischer Bewachung. Aus einem Transitlager in Kolding, das eine Gleisverbindung zu Kolding Sydbaner hatte, wurden am 1. November die ersten Flüchtlinge nach Hause geschickt. 1946 fuhren dann regelmäßige Züge ca. eintausend Flüchtlinge nach Süden. Jeder Zug hatte eine diensthabende Besatzung von acht Wehrpflichtigen des Zivilschutzes (CB) zusätzlich zur DSB-Besatzung.

## Die dänische Behandlung der Flüchtlinge
Bei der Beurteilung der dänischen Behandlung der deutschen Flüchtlinge gibt es zwei sehr unterschiedliche Ansichten seitdem die Ärztin Kirsten Lylloff 1999 behauptete, die dänischen Ärzte und die dänische Bevölkerung hätten die Flüchtlinge sehr schlecht behandelt. Die extrem hohe Kindersterblichkeit im Jahr 1945, so Kirsten Lylloff, resultierte aus der Haltung der Dänen und der dänischen Behörden gegenüber den Deutschen. Zweifellos wäre die Kindersterblichkeit geringer, wenn dänische Lagereinrichtungen und Krankenhäuser früher geholfen hätten als dies der Fall war. Sie wurde später für die einseitige und nachteilige Behandlung der gesamten Angelegenheit kritisiert. Unter anderem wurde ihre Aussage im Buch Über die deutschen Flüchtlinge in Dänemark 1945 - 1949 von Svend Bach konterkariert.
Die zweite Position basiert auf dem White Paper der Flüchtlingsverwaltung und der Dissertation von Henrik Havrehed aus dem Jahr 1987. Diese Position versucht das Thema im Lichte der zeitgenössischen Einstellungen zu Deutschland und den Deutschen zu betrachten. Es wird dafür kritisiert, dass es die Bedingungen der Flüchtlinge „romantisiert“, die Augen vor den harten Fakten verschließt und die Dänen besser macht, als sie wirklich waren.
Beide Einstellungen stimmen jedoch darin überein, dass sich die Behandlung der Flüchtlinge verbesserte als die Behörden die Kontrolle über die Situation erlangten und der Krieg ein wenig in die Ferne rückte. Sie sind jedoch relativ scharf und nicht miteinander vereinbar. Die Diskussion flammt von Zeit zu Zeit auf – beide Parteien können Erklärungen und Zahlen vorlegen, die ihre eigene Behauptung stützen.